# Artabsina
A artabsina é um flavonóide que dá pigmentação azul nas plantas frescas.